# Aphaenogaster miamiana
Aphaenogaster miamiana är en myrart som beskrevs av Wheeler 1932. Aphaenogaster miamiana ingår i släktet Aphaenogaster och familjen myror. Inga underarter finns listade i Catalogue of Life.

## Bildgalleri

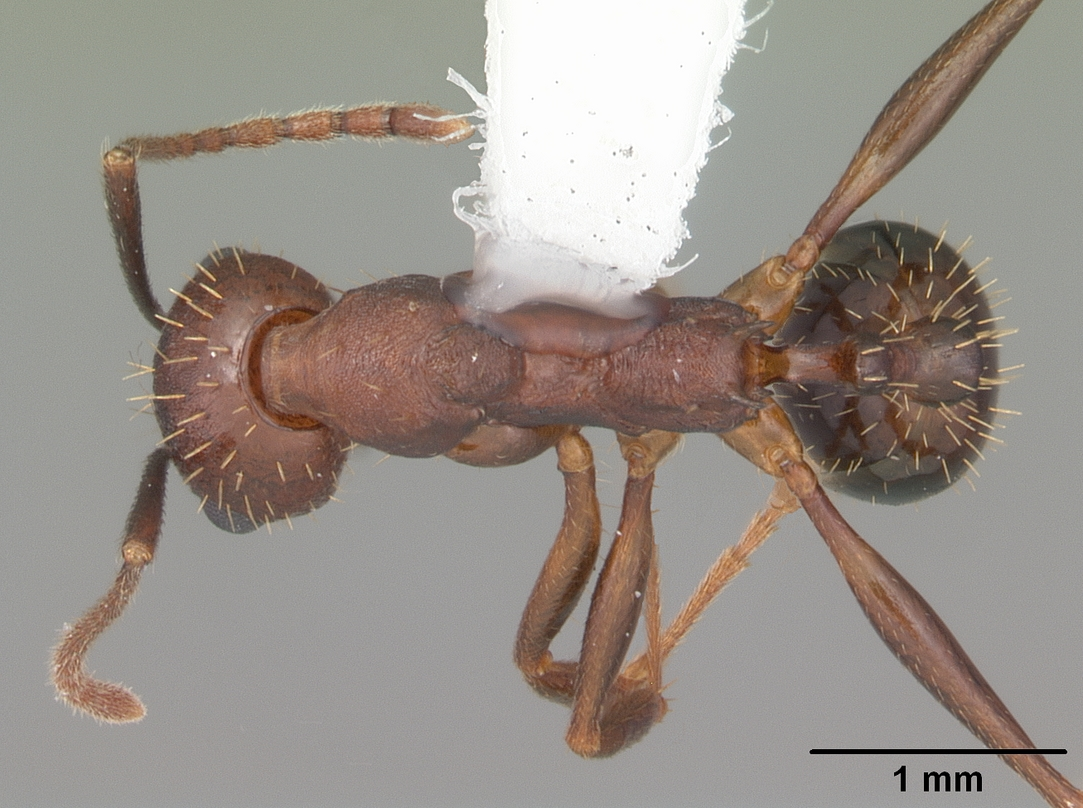
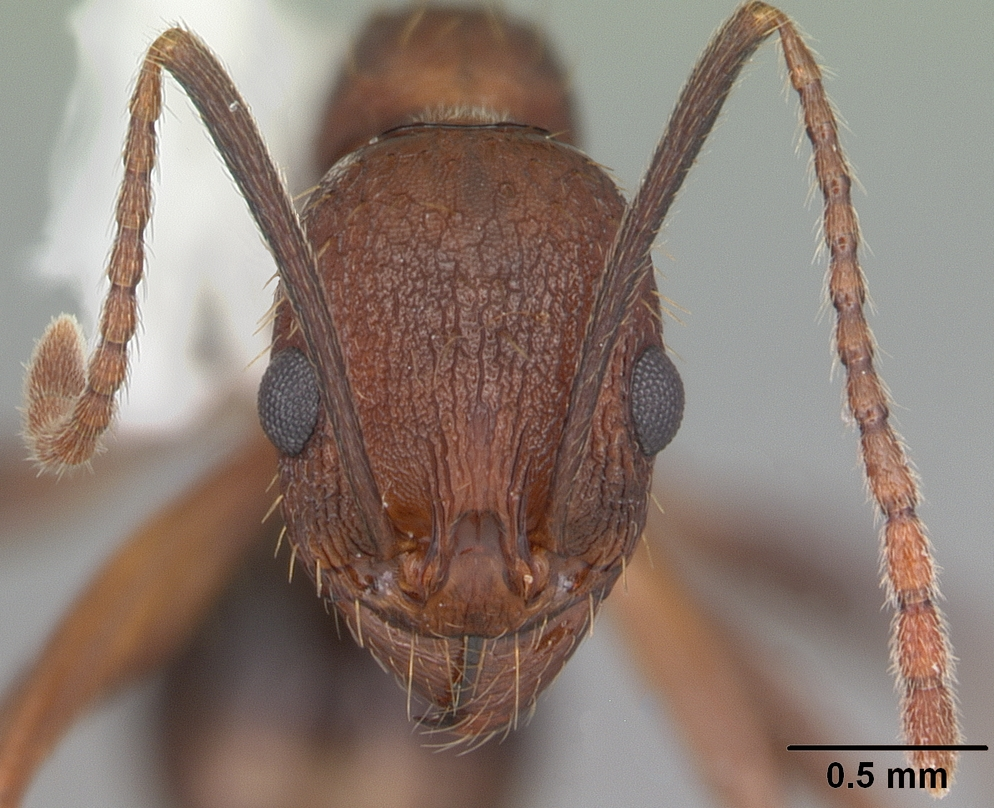
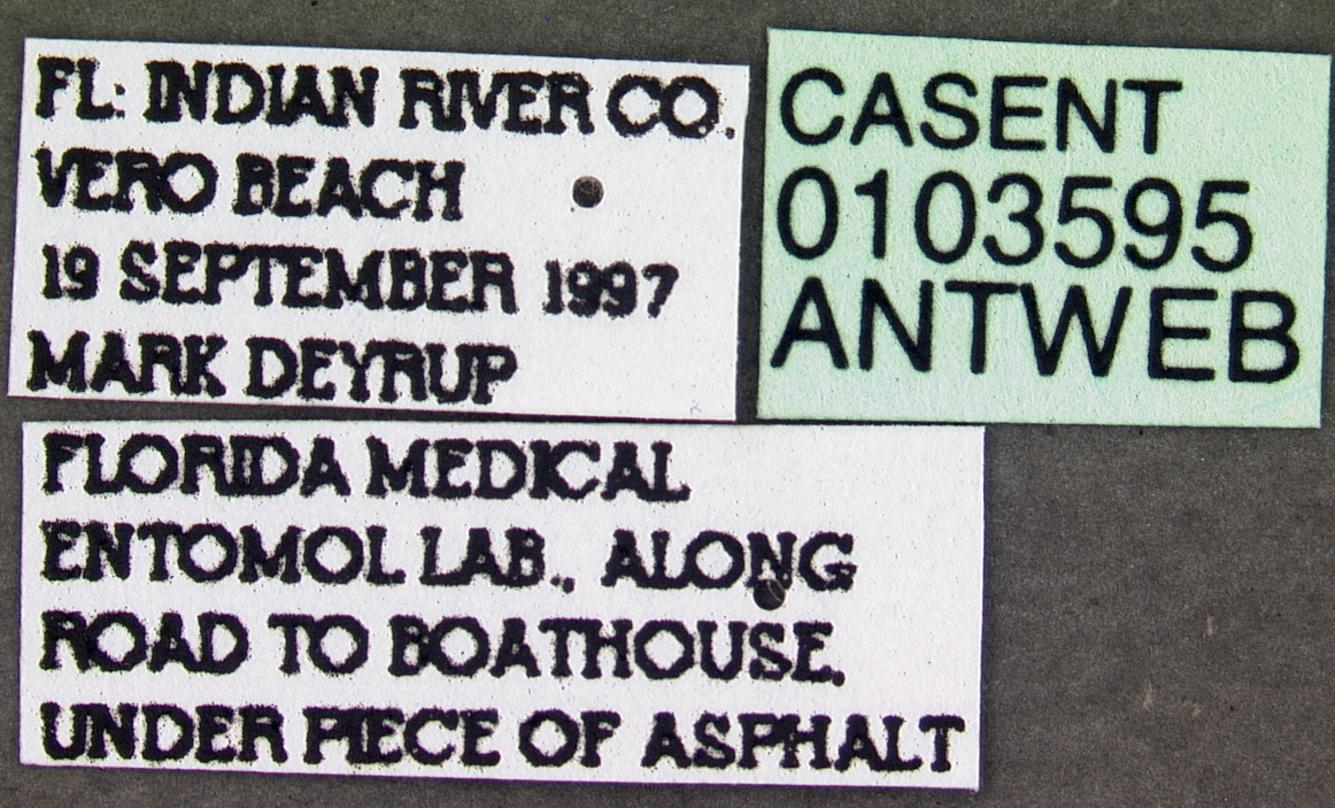
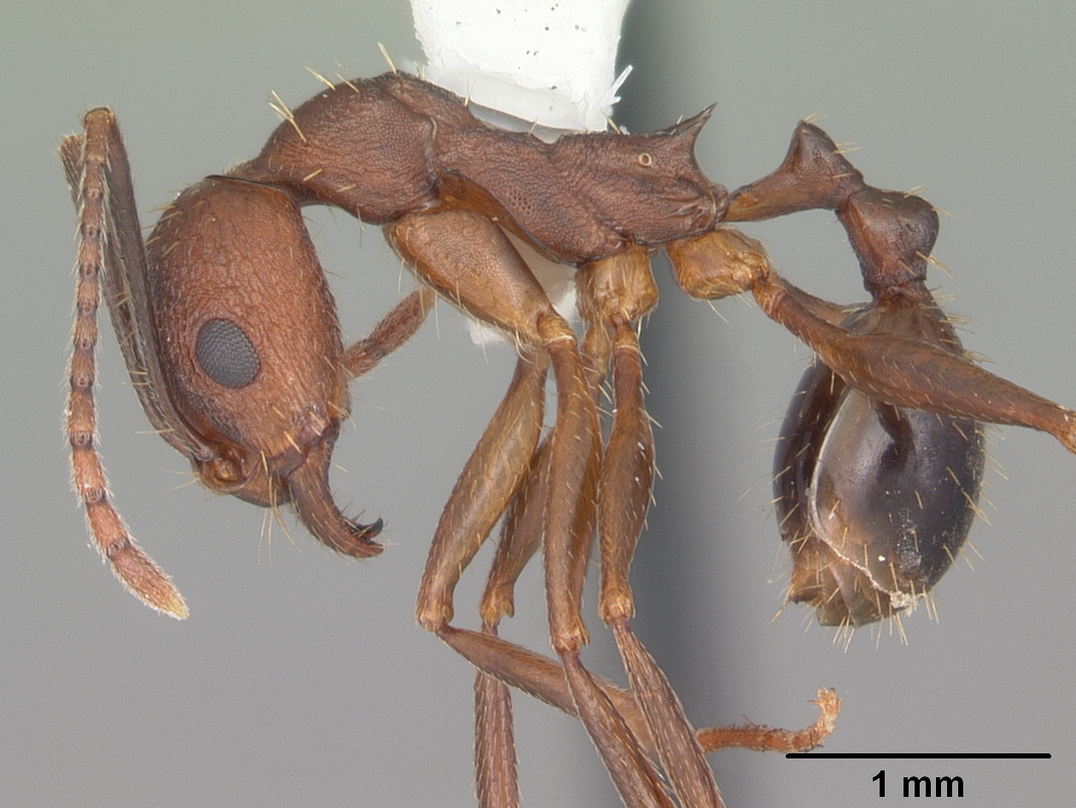
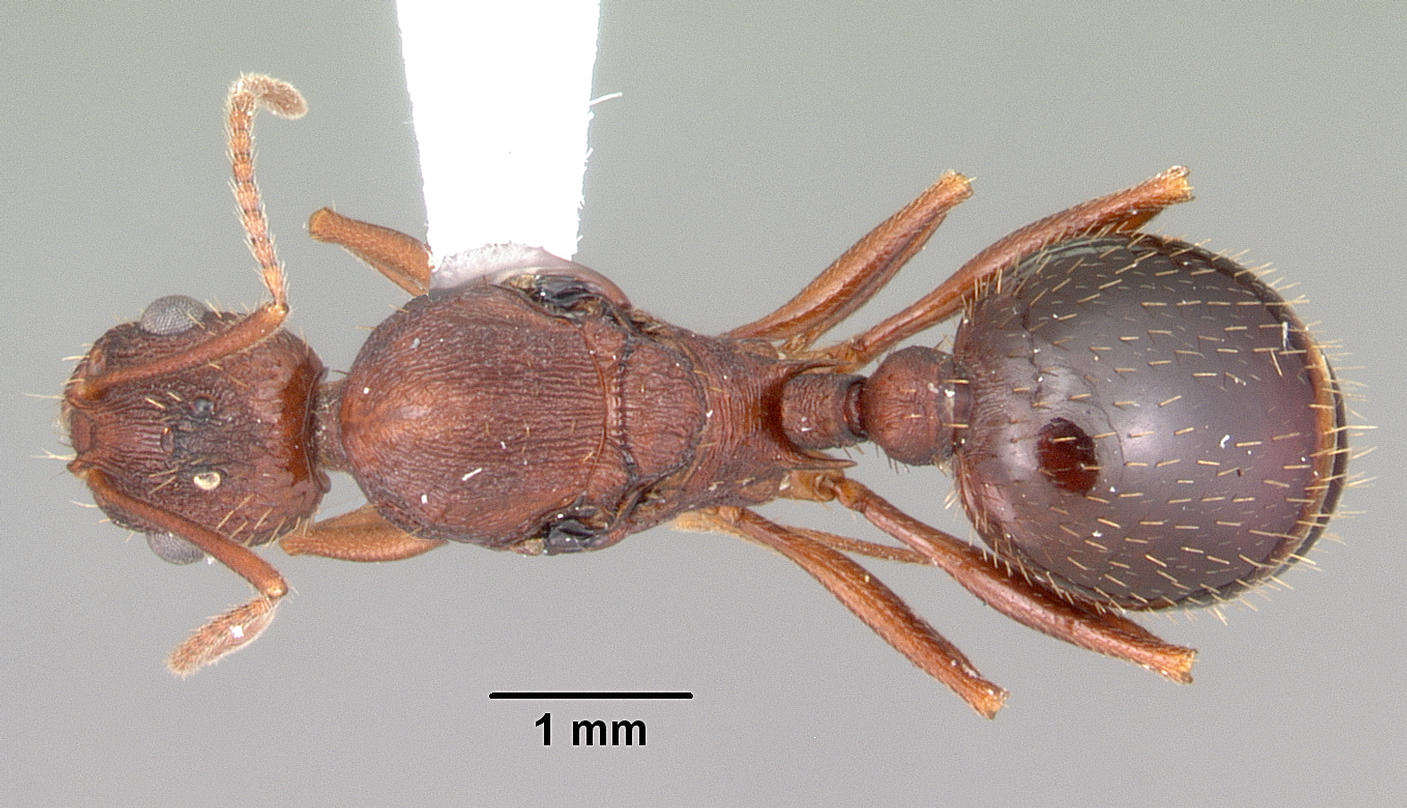
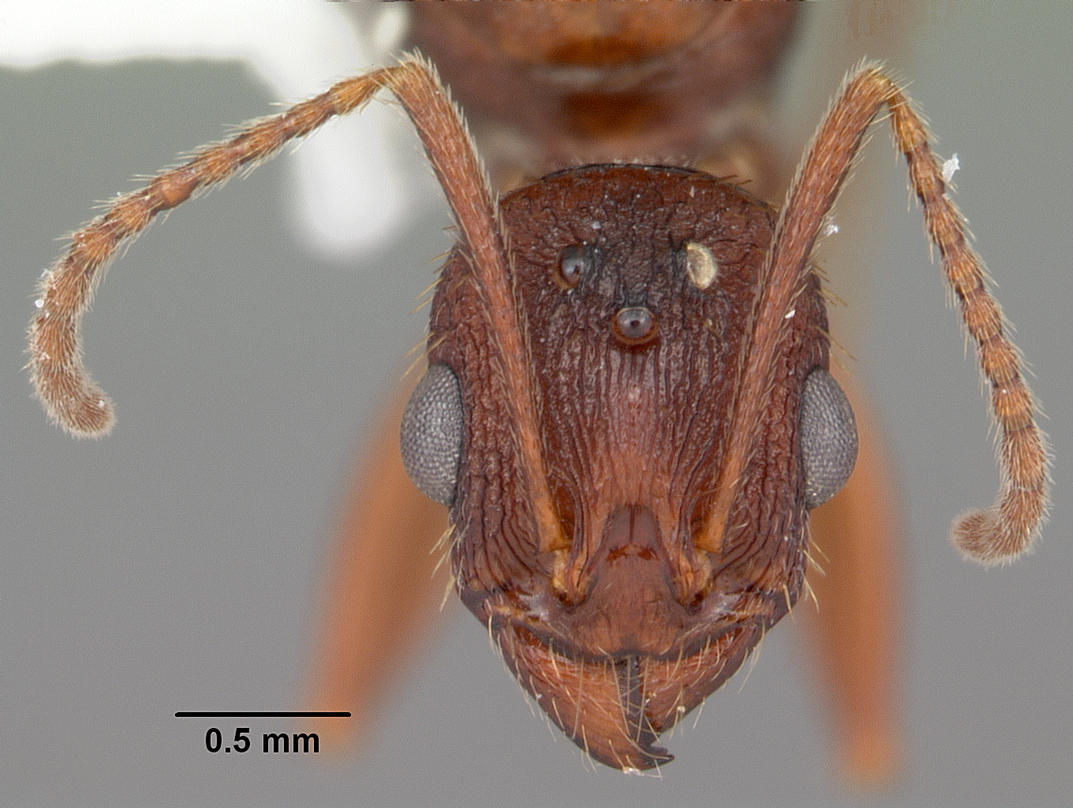